# Pseudexechia subtrilobata
Pseudexechia subtrilobata är en tvåvingeart som beskrevs av Zaitzev 1994. Pseudexechia subtrilobata ingår i släktet Pseudexechia och familjen svampmyggor. Inga underarter finns listade i Catalogue of Life.